# Acuphis tetrapennatus
Acuphis tetrapennatus är en spindeldjursart som beskrevs av Wolfgang Karg 2006. Acuphis tetrapennatus ingår i släktet Acuphis och familjen Ologamasidae. Inga underarter finns listade i Catalogue of Life.